# Starrcade 2018
Starrcade (2018) was een live professioneel worstel- en WWE Network evenement dat georganiseerd werd door WWE voor hun Raw en SmackDown brands. Het was de 12e editie van Starrcade en de tweede van WWE en vond plaats op 24 november 2018 in het U.S. Bank Arena in Cincinnati, Ohio. Het evenement omvatte een speciale verschijning van WWE Hall of Famer Ric Flair.

## Matches
| Nr. | Match                                                                                          | Winnaar(s)                                     | Opmerkingen                                                                                                   | Bron  |
| --- | ---------------------------------------------------------------------------------------------- | ---------------------------------------------- | --- | ----- |
| 1   | Bayley, Dana Brooke, Ember Moon en Sasha Banks vs. Alicia Fox, Mickie James, Nia Jax en Tamina | Bayley, Dana Brooke, Ember Moon en Sasha Banks | 8-Woman Tag Team dark match.                                                                                  | [ 2 ] |
| 2D  | Drew McIntyre (met Dolph Ziggler) vs. Finn Bálor                                               | Drew McIntyre                                  | Eén-op-één dark match.                                                                                        | [ 2 ] |
| 3D  | The B-Team (Bo Dallas & Curtis Axel) vs. The Revival (Dash Wilder & Scott Dawson)              | The B-Team                                     | Tag Team dark match.                                                                                          | [ 2 ] |
| 4D  | The Bar (Cesaro & Sheamus) (c) vs. The New Day (Big E & Kofi Kingston) (met Xavier Woods)      | The Bar                                        | Tag Team dark match voor het WWE SmackDown Tag Team Championship.                                             | [ 2 ] |
| 5D  | Bray Wyatt vs. Baron Corbin                                                                    | Bray Wyatt                                     | Eén-op-één dark match.                                                                                        | [ 2 ] |
| 6D  | Bray Wyatt vs. Baron Corbin                                                                    | Bray Wyatt                                     | No Disqualification dark match.                                                                               | [ 2 ] |
| 7D  | Charlotte Flair vs. Asuka                                                                      | Charlotte Flair                                | Eén-op-één dark match.                                                                                        | [ 2 ] |
| 8   | Rey Mysterio vs. Shinsuke Nakamura (c)                                                         | Rey Mysterio                                   | Eén-op-één match voor het WWE U.S. Championship. Mysterio won door diskwalificatie.                           | [ 2 ] |
| 9   | Rey Mysterio & Rusev (met Lana) vs. The Miz & Shinsuke Nakamura                                | Rey Mysterio & Rusev                           | Tag Team match.                                                                                               | [ 2 ] |
| 10  | AJ Styles vs. Samoa Joe                                                                        | AJ Styles                                      | Steel cage match. Styles won door submission.                                                                 | [ 2 ] |
| 11D | Seth Rollins (c) vs. Dean Ambrose                                                              | Seth Rollins                                   | Steel cage dark match voor het WWE Intercontinental Championship. Rollins won door uit de kooi te ontsnappen. | [ 2 ] |